# ثيودور فولي
ثيودور فولي (بالإنجليزية: Theodore Foley)‏ هو كاهن كاثوليكي أمريكي، ولد في 3 مارس 1913 في سبرينغفيلد في الولايات المتحدة، وتوفي في 9 أكتوبر 1974 في روما في إيطاليا.